# توماس أوسبورن ديفيس
توماس أوسبورن ديفيس (بالإنجليزية: Thomas Osborne Davis)‏ هو تاجر وسياسي كندي، ولد في 16 أغسطس 1856 في كندا، وتوفي في 23 يناير 1917 في برينس ألبرت في كندا. حزبياً، نشط في الحزب الليبرالي الكندي. وقد انتخب عضو مجلس الشيوخ الكندي وانتخب عضو مجلس العموم الكندي عن دائرة ساسكاتشوان (19 ديسمبر 1896 – 29 سبتمبر 1904).